# 蒼桐かこ
蒼桐 かこ（あおぎり かこ）は日本の女性声優。主にアダルトゲームに声をあてている。

## 出演作品
太字は主役・メインキャラクター

### ゲーム

#### 2010年
- 愛妻淫虐オークション 〜借金返済に充てられて…（戸川 美紀[1]）
- 姦交バスツアー 〜色情に染められた花嫁〜（牧本 美穂[2]）

#### 2011年
- ヴァージン・ワイフ、密やかな開通 〜あなた、お父さんに躾けられてしまったの…〜（浅石 久留美[3]）
- 邪香学園 〜理性を狂わすアロマと疼き〜（天宮 栖実花[4]）
- はにわり! 沙耶華お嬢様 〜感染する股間の大きなモノ〜（長元 初美[5]）
- 母娘催眠 〜オヤコサイミン〜（秋山 静香[6]）

#### 2012年
- JK処女妹の淫欲調教 〜妹の妄想は、現実へと喘ぎだす…（小野村 ひなた[7]）
- 大犯盛 〜痴態を曝け出した人妻たち〜（生実野 こずえ[8]）
- パパラブ 2軒目 〜私たちみ〜んな、お父さん大好き!〜（時田 明乃[9]）
- 魔法少女ルキフェル桜花（リナリア=フェーデルハイド[10]）

#### 2013年
- 娘の親友JKとの淫交 〜こんな事が娘や妻にばれたら…〜（宮森 玲奈[11]）

#### 2015年
- ×× of the Dead（イヴェット=ルビー=プレスコット）